# Юкагирская письменность
Юкаги́рская пи́сьменность — письменность, используемая для записи юкагирских языков. В прошлом у юкагиров существовало рисуночное письмо, ныне вышедшее из употребления. Начиная с конца XIX века юкагирские тексты записывались учёными на основе кириллической или латинизированной транскрипции. В 1930-е годы, в ходе процесса латинизации в СССР, юкагирский язык своей письменности не получил. Во второй половине XX века создана письменность на кириллической графической основе как для тундренного (северноюкагирского), так и для лесного (южноюкагирского) языков.

## Дописьменный период

### Пиктография

Пример «женского» тоса. Письмо девушки, общее значение которого: «Ты (2) женат (12) на другой (4), она препятствует (10) нашей любви (13) и рвёт (6) твои связи (11) с моим домом (14). У вас дети (3). В печали (15), я думала (16) о тебе, но есть парень (5), который думает обо мне (16) и я начинаю думать о нём». Юбка (7) говорит, что жена (4) русская, косы (8) указывают, что это девушка

Исторически юкагиры пользовались рисуночным письмом, которое вырезалось ножом на бересте. Такие изображение получили названия «тос», что по-юкагирски значит «береста». Первая информация о тосах относится к 1890-м годам, когда они были исследованы С. М. Шаргородским и, чуть позже, В. И. Иохельсоном. Тосы были двух типов: первый — «мужские» тосы — это схемы местности, прообразы карт, на которых изображались реки, селения, охотничьи ресурсы, информация о количестве перемещающихся людей, а также о ряде иных событий. Второй тип — «женские» тосы — это любовные записки полушутливого характера, которые юкагирские девушки писали юношам. Иохельсон отмечал, что такие записки девушки обычно писали в компании других девушек, а сами записки, несмотря на ограниченный набор знаков, могли выражать достаточно сложные чувства и мысли. Полный свод известных науке тосов опубликован Н. Б. Вахтиным в 2021 году.

### Научные транскрипции
В 1890-х годах В. И. Иохельсон записал большой массив юкагирских текстов и опубликовал их в 1900 году с использованием кириллической научной транскрипции.
| Иох. | Совр. |   | Иох. | Совр. |    | Иох. | Совр. |
| ---- | ----- | - | ---- | ----- | -- | ---- | ----- |
| і    | и     |   | ң    | ҥ     |    | т̂    | т     |
| іӓ   | иэ    | l | ль   | т̔     | т  |      |       |
| ӓ    | э     | ч̂ | ч    | д̣     | д  |      |       |
| к̔    | к     | а̄ | аа   | л̔     | л  |      |       |
| ј    | й     | о̄ | оо   | н̔     | нь |      |       |
| џ    | дь    | ӯ | уу   |       |    |      |       |

В книге «Языки и письменности народов Севера» (1934) Иохельсон использовал для записи юкагирских текстов латинскую транскрипцию, графически близкую к единому северному алфавиту, использовавшемуся в те годы для многих языков народов Севера. Графическая система более поздних публикаций юкагирского языкового материала (Крейнович, Лаптев) частично совпадала с кириллической системой Иохельсона (например, принцип отображения долгих гласных), частью отличалась. Например д’ соответствовало современному дь, н’ — нь, л’ — ль, қ и ԛ — х.

## Современный алфавит
Письменность на юкагирском языке на основе кириллицы была впервые создана в 1970—1980-е годы носителем тундренного юкагирского языка Г. Н. Куриловым. Ещё в 1969 году им была издана книга стихов «Сказка о человеке и красном звере» на юкагирском языке. В этом издании он пользовался фонетическим письмом на основе кириллицы. Алфавит этого издания включал буквы Ҕ ҕ, Ҥ ҥ, Ө ө, а также знак апострофа и двоеточия (последний — для указания долготы гласных). За этим изданием последовали и другие юкагироязычные книга его авторства. Вскоре Г. Курилов решил усовершенствовать своё письмо: в частности, начал использовать удвоение гласных букв для обозначения долгих звуков; буквы д’, л’, н’, т’ он заменил на дь, ль, нь, ч соответственно. Проект юкагирского алфавита был готов в конце 1970-х, в 1979 году он был вынесен на обсуждение и утверждение. Основным оппонентом Курилова был учёный-исследователь юкагирских языков Е. А. Крейнович, считавший, что создание единого алфавита и орфографии для лесного и тундренного юкагирских языков невозможно. После доработки алфавита и орфографии по замечаниям Крейновича и рассмотрения проекта в профильных научных учреждениях Ленинграда и Якутска они были утверждены Советом министров Якутской АССР 28 апреля 1983 года.
Алфавит первого букваря на тундренном юкагирском языке включал следующие буквы: А а, Б б, В в, Г г, Ҕ ҕ, Д д, Дь дь, Е е, Ё ё, Ж ж, З з, И и, Й й, К к, Л л, Ль ль, М м, Н н, Нь нь, Ҥ ҥ, О о, Ө ө, П п, Р р, С с, Т т, У у, Ф ф, Х х, Ц ц, Ч ч, Ш ш, Щ щ, Ъ ъ, Ы ы, Ь ь, Э э, Ю ю, Я я. Позднее в алфавит были внесены небольшие изменения: в частности, в 2016 году была добавлена буква Ԝ ԝ'. В результате алфавит тундренного юкагирского языка получил следующий вид:
| А а | Аа аа | Б б   | В в   | Ԝ ԝ   | Г г   | Ҕ ҕ | Д д | Дь дь | Е е   |
| Ё ё | Ж ж   | З з   | И и   | Ии ии | Иэ иэ | Й й | К к | Л л   | Ль ль |
| М м | Н н   | Нь нь | Ҥ ҥ   | О о   | Оо оо | Ө ө | П п | Р р   | С с   |
| Т т | У у   | Уо уо | Уу уу | Ф ф   | Х х   | Ц ц | Ч ч | Ш ш   | Щ щ   |
| Ъ ъ | Ы ы   | Ь ь   | Э э   | Ээ ээ | Ю ю   | Я я |     |       |       |

В юкагирских книгах, издаваемых в Санкт-Петербурге, вместо букв Ҕ ҕ и Ҥ ҥ используются Ӷ ӷ и Ӈ ӈ соответственно.
Первым изданием на лесном юкагирском языке стал букварь, выпущенный в 1993 году. Алфавит этого издания включал следующие буквы: А а, Аа аа, Б б, В в, Г г, Ӷ ӷ, Д д, Дь дь, Е е, Ё ё, Ж ж, З з, И и, Ии ии, Иэ иэ, Й й, К к, Л л, Ль ль, М м, Н н, Нь нь, Ң ң, О о, Оо оо, Ө ө, П п, Р р, С с, Сь сь, Т т, У у, Уу уу, Уө уө, Ф ф, Х х, Ц ц, Ч ч, Ш ш, Щ щ, Ъ ъ, Ы ы, Ь ь, Э э, Ээ ээ, Ю ю, Я я.
Алфавит лесного юкагирского языка в версии 2013 года имеет следующий вид:
| А а | Б б | В в | Г г   | Ҕ ҕ   | Д д | Дь дь | Е е   | Ё ё | Ж ж | З з |
| И и | Й й | К к | Л л   | Ль ль | М м | Н н   | Нь нь | Ң ң | О о | Ө ө |
| П п | Р р | С с | Сь сь | Т т   | У у | Ф ф   | Х х   | Ц ц | Ч ч | Ш ш |
| Щ щ | Ъ ъ | Ы ы | Ь ь   | Э э   | Ю ю | Я я   |       |     |     |     |

Буквы Е е, Ё ё, Ж ж, З з, Ф ф, Ц ц, Ш ш, Щ щ, Ъ ъ, Ы ы, Ь ь, Ю ю, Я я используются только в заимствованиях. Буква В в (в текстах, где не применяется буква Ԝ ԝ) обозначает губно-губной щелевой звук [w]. Буква Х х обозначает увулярный смычный [қ] и его щелевой вариант [ҳ]. Буква Ҕ ҕ (Ӷ ӷ) обозначает звонкий щелевой звук, буква Ҥ ҥ (Ӈ ӈ) — заднеязычный смычный сонант, буква Ө ө — гласный смешанного ряда среднего подъёма. Диграфы Дь дь, Ль ль, Нь нь — среднеязычные палатализованные фонемы, Уо уо и Иэ иэ — дифтонги.